# Ramón Centenero
Ramón Centenero Martínez (Archena, 9 de noviembre de 1927-ib., 26 de octubre de 2015) fue un actor español, activo entre 1959 y 1985.
También participó en diversas obras de teatro televisado por RTVE en programas como Estudio 1 o Noche de teatro, entre las que pueden citarse El divino impaciente, El jardín de los cerezos, Seis personajes en busca de autor o La noche del sábado.
Tras su etapa como actor se dedicó a la docencia, ejerciendo de profesor de Dicción y Expresión Oral, Interpretación y Caracterización, en la Escuela de Arte Dramático de la Comunidad de Murcia.
En Archena, su localidad natal, se encuentra el Centro Cultural Ramón Centenero, en homenaje a su figura.
Falleció el 26 de octubre de 2015 a los 87 años de edad.

## Filmografía seleccionada
- Échame la culpa (1959)
- Las hijas del Cid (1962)
- Acción en Mallorca (1964)
- Alerte a Gibraltar (1964)
- Cotolay (1965)
- Cartas boca arriba (1966)
- La muchacha del Nilo (1969)
- Esa mujer (1969)
- Varietés (1971)
- El espanto surge de la tumba (1973)
- El ataque de los muertos sin ojos (1973)
- La saga de los Drácula (1973)
- Disco rojo (1973)
- La leyenda del alcalde de Zalamea (1973)
- Vacaciones sangrientas (1974)
- Los fríos senderos del crimen (1974)
- Una libélula para cada muerto (1975)
- Todos los gritos del silencio (1975)
- Bienvenido, Mister Krif (1975)
- Yo fui el rey (1975)
- A mí qué me importa que explote Miami (1976)
- Un día con Sergio (1976)
- Eva, limpia como los chorros del oro (1977)
- Deseo carnal (1978)
- El diputado (1978)
- Los energéticos (1979)
- El carnaval de las bestias (1980)
- Evaman, la máquina del amor (1980)
- Chocolate (1980)
- El retorno del hombre lobo (1981)
- El regreso de Eva Man (1982)
- Ya no soy virgen, olé, ya no soy virgen (1982)
- El higo mágico (1983)
- Alfonso X y el Reino de Murcia (1985)